# Artem Sitak
Artem Sitak (Orenburg, 8 februari 1986) is een tennisspeler uit Nieuw-Zeeland. Hij heeft vijf ATP-toernooien in het dubbelspel gewonnen. Hij deed al mee aan Grand Slams. Hij heeft twaalf challengers in het dubbelspel op zijn naam staan.

## Palmares dubbelspel
| Legenda                       | Legenda               |
| ----------------------------- | --------------------- |
| Grand Slam                    |                       |
| Olympische Spelen             |                       |
| tot 2009                      | vanaf 2009            |
| Tennis Masters Cup            | ATP Finals            |
| ATP Masters Series            | ATP Tour Masters 1000 |
| ATP International Series Gold | ATP Tour 500          |
| ATP International Series      | ATP Tour 250          |

| Nr.                              | Datum             | Toernooi          | Ondergrond    | Partner               | Tegenstanders in finale                    | Score               | Details |
| -------------------------------- | ----------------- | ----------------- | ------------- | --------------------- | ------------------------------------------ | ------------------- | ------- |
| Gewonnen finales herendubbel     |                   |                   |               |                       |                                            |                     |         |
| 1.                               | 7 juli 2014       | ATP Stuttgart (1) | Gravel        | Mateusz Kowalczyk     | Guillermo García López Philipp Oswald      | 2-6, 6-1, [10-7]    | Details |
| 2.                               | 2 februari 2015   | ATP Montpellier   | Hardcourt (i) | Marcus Daniell        | Dominic Inglot Florin Mergea               | 3-6, 6-4, [16-14]   | Details |
| 3.                               | 16 juni 2016      | ATP Stuttgart (2) | Gras          | Marcus Daniell        | Oliver Marach Fabrice Martin               | 6-7(4), 6-4, [10-8] | Details |
| 4.                               | 21 juli 2018      | ATP Newport       | Gras          | Jonathan Erlich       | Marcelo Arévalo Miguel Ángel Reyes-Varela  | 6-1, 6-2            | Details |
| 5.                               | 29 juni 2019      | ATP Antalya       | Gras          | Jonathan Erlich       | Ivan Dodig Filip Polášek                   | 6-3, 6-4            | Details |
| Verloren finales herendubbel     |                   |                   |               |                       |                                            |                     |         |
| 1.                               | 9 februari 2015   | ATP Memphis       | Hardcourt (i) | Donald Young          | Mariusz Fyrstenberg Santiago González      | 7-5, 6-7(1), [8-10] | Details |
| 2.                               | 20 april 2015     | ATP Boekarest     | Gravel        | Nicholas Monroe       | Marius Copil Adrian Ungur                  | 1-6, 2-6            | Details |
| 3.                               | 30 juli 2017      | ATP Atlanta       | Hardcourt     | Wesley Koolhof        | Bob Bryan Mike Bryan                       | 3-6, 4-6            | Details |
| 4.                               | 24 september 2017 | ATP Metz          | Hardcourt (i) | Wesley Koolhof        | Julien Benneteau Édouard Roger-Vasselin    | 5-7, 3-6            | Details |
| 5.                               | 18 februari 2018  | ATP Uniondale     | Hardcourt (i) | Wesley Koolhof        | Maks Mirni Philipp Oswald                  | 4-6, 6-4, [6-10]    | Details |
| 6.                               | 4 maart 2018      | ATP São Paulo     | Gravel        | Wesley Koolhof        | Federico Delbonis Máximo González          | 4-6, 2-6            | Details |
| 7.                               | 6 mei 2018        | ATP Estoril       | Gravel        | Wesley Koolhof        | Kyle Edmund Cameron Norrie                 | 4-6, 2-6            | Details |
| 8.                               | 2 maart 2019      | ATP Acapulco      | Hardcourt     | Austin Krajicek       | Alexander Zverev Mischa Zverev             | 6-2, 6-7(4), [5-10] | Details |
| Gewonnen challengers herendubbel |                   |                   |               |                       |                                            |                     |         |
| 1.                               | 22 september 2008 | Lubbock           | Hardcourt     | Roman Borvanov        | Alex Bogomolov jr. Dušan Vemić             | 6-2, 6-3            |         |
| 2.                               | 31 mei 2010       | Ojai              | Hardcourt     | Leonardo Tavares      | Harsh Mankad Izak van der Merwe            | 4-6, 6-4, [10-8]    |         |
| 3.                               | 2 augustus 2010   | Peking            | Hardcourt     | Pierre-Ludovic Duclos | Sadik Kadir Purav Raja                     | 7-6(4), 7-6(5)      |         |
| 4.                               | 30 september 2013 | São Paulo         | Gravel        | Roman Borvanov        | Sergio Galdós Guido Pella                  | 6-4, 7-6(3)         |         |
| 5.                               | 5 mei 2014        | Rome              | Gravel        | Radu Albot            | Andrea Arnaboldi Flavio Cipolla            | 4-6, 6-2, [11-9]    |         |
| 6.                               | 14 juli 2014      | Granby            | Hardcourt     | Marcus Daniell        | Jordan Kerr Fabrice Martin                 | 7-6(5), 5-7, [10-5] |         |
| 7.                               | 16 augustus 2015  | Aptos             | Hardcourt     | Chris Guccione        | Yuki Bhambri Matthew Ebden                 | 6-4, 7-6(2)         |         |
| 8.                               | 13 maart 2016     | Puebla            | Hardcourt (i) | Marcus Daniell        | Santiago González Mate Pavić               | 3-6, 6-2, [12-10]   |         |
| 9.                               | 27 maart 2016     | San Luis Potosi   | Gravel        | Marcus Daniell        | Santiago González Mate Pavić               | 6-3, 7-6(4)         |         |
| 10.                              | 26 maart 2017     | Guadalajara       | Hardcourt     | Santiago González     | John-Patrick Smith Luke Saville            | 6-3, 1-6, [10-5]    |         |
| 11.                              | 17 september 2017 | Szczecin          | Gravel        | Wesley Koolhof        | Aliaksandr Bury Andreas Siljeström         | 6-1, 7-5            |         |
| 12.                              | 7 april 2018      | Alicante          | Gravel        | Wesley Koolhof        | Guido Andreozzi Ariel Behar                | 6-3, 6-2            |         |
| 13.                              | 6 september 2020  | Ostrava           | Gravel        | Igor Zelenay          | Karol Drzewiecki Szymon Walków             | 7-5, 6-4            |         |
| 14.                              | 5 september 2021  | Saint Tropez      | Hardcourt     | Antonio Šančić        | Romain Arneodo Manuel Guinard              | 7-6(5), 6-4         |         |
| 15.                              | 4 juni 2023       | Little Rock       | Hardcourt     | Nam Ji-Sung           | Alexis Galarneau Nicolas Moreno de Alboran | 6-4, 6-4            |         |

## Prestatietabel (Grand Slam) dubbelspel
| Legenda | Legenda                          |
| ------- | -------------------------------- |
| g.t.    | geen toernooi gehouden           |
| l.c.    | lagere categorie                 |
| –       | niet deelgenomen                 |
| G       | uitgeschakeld in de groepsfase   |
| 1R      | uitgeschakeld in de eerste ronde |
| 2R      | uitgeschakeld in de tweede ronde |
| 3R      | uitgeschakeld in de derde ronde  |
| 4R      | uitgeschakeld in de vierde ronde |
| KF      | uitgeschakeld in de kwartfinale  |
| HF      | uitgeschakeld in de halve finale |
| F       | de finale verloren               |
| W       | het toernooi gewonnen            |
| w-v     | winst/verlies-balans             |

| Grandslamtoernooien  |      |      |    |      |      |      |      |    |
| Australian Open      | –    | 3R   | 1R | 2R   | 2R   | 2R   | 2R   | 1R |
| Roland Garros        | –    | 2R   | 2R | 1R   | 3R   | 1R   | 1R   | –  |
| Wimbledon            | –    | 2R   | 1R | 3R   | KF   | 1R   | g.t. | 1R |
| US Open              | 2R   | 1R   | 2R | 1R   | 2R   | 1R   | –    |    |
| ATP Masters 1000     |      |      |    |      |      |      |      |    |
| Indian Wells         | –    | –    | –  | –    | –    | 1R   | g.t. |    |
| Miami                | –    | –    | –  | –    | –    | 1R   | g.t. | –  |
| Monte Carlo          | –    | –    | –  | –    | –    | –    | g.t. | –  |
| Madrid               | –    | –    | –  | –    | –    | 1R   | g.t. | –  |
| Rome                 | –    | –    | –  | –    | –    | 2R   | –    | –  |
| Montreal/Toronto     | –    | –    | –  | –    | 1R   | 2R   | g.t. |    |
| Cincinnati           | –    | –    | –  | –    | 1R   | –    | –    |    |
| Shanghai             | –    | –    | –  | –    | 2R   | –    | g.t. |    |
| Parijs               | –    | –    | –  | –    | 2R   | 2R   | 1R   |    |
| Olympische Spelen    |      |      |    |      |      |      |      |    |
| Olympische Spelen    | g.t. | g.t. | –  | g.t. | g.t. | g.t. | g.t. |    |
| Statistieken         |      |      |    |      |      |      |      |    |
| Totaal aantal titels | 1    | 1    | 1  | 0    | 1    | 1    | 0    | 0  |
| Eindejaarsranking    | 68   | 43   | 62 | 55   | 34   | 62   | 78   |    |